# Phantasy Star Nova
Phantasy Star Nova (ファンタシースター ノヴァ) est un jeu vidéo de type Action-RPG développé par tri-Ace et édité par Sega en 2014 sur PlayStation Vita. Il sort le 27 novembre 2014 au Japon. Une version en langue chinoise sort en mars 2015.

## Accueil
À sa sortie, Famitsu note le jeu 36 sur 40. Lors de la semaine de sortie, 107 313 exemplaires du jeu sont vendus au Japon.